# Супероксидний радикал

Електронна конфігурація супероксиду. Шість зовнішніх електронів кожного атому кисню показані чорним. Неспарений електрон показаний над лівим атомом. Додатковий електрон, який надає молекулі негативного заряду, показаний червоним.

Суперокси́дний радика́л, також суперокси́д, суперокси́дний аніо́н — це іон молекули кисню з неспареним електроном. Формула O2-.

## Властивості
Є сильною основою Бренстеда й ефективним нуклеофілом.
Є вільним радикалом, тривалість існування становить від мілісекунд до секунд, здатний спонтанно дисмутувати з водою у кисень і перекис водню.
Має парамагнітні властивості.

## Утворення
Супероксидний радикал утворюється, коли молекула кисню захоплює один додатковий електрон і при цьому частково відновлюється (повністю відновлений кисень знаходиться у молекулі води), а також під дією іонізуючого випромінювання.
O2 + e– → O2–
У водних розчинах гідролізується та диспропорціонує, в біполярних органічних розчинниках час життя іона збільшується. 
Супероксидний аніон утворюється, наприклад, при взаємодії супероксиду калію з водою.

## Біохімічне значення
Супероксидний аніон є учасником низки біохімічних процесів. Він утворюється при взаємодії параквату з деякими ферментами фотосинтетичної системи рослин у клітинах зеленого листка.
Супероксид належить до активних форм кисню і відіграє важливу роль у окислювальному стресі.
За швидке перетворення супероксидного радикалу в організмі людини відповідає фермент супероксиддисмутаза.